# Maître de l'Escrivà
Pour les articles homonymes, voir Escrivà.

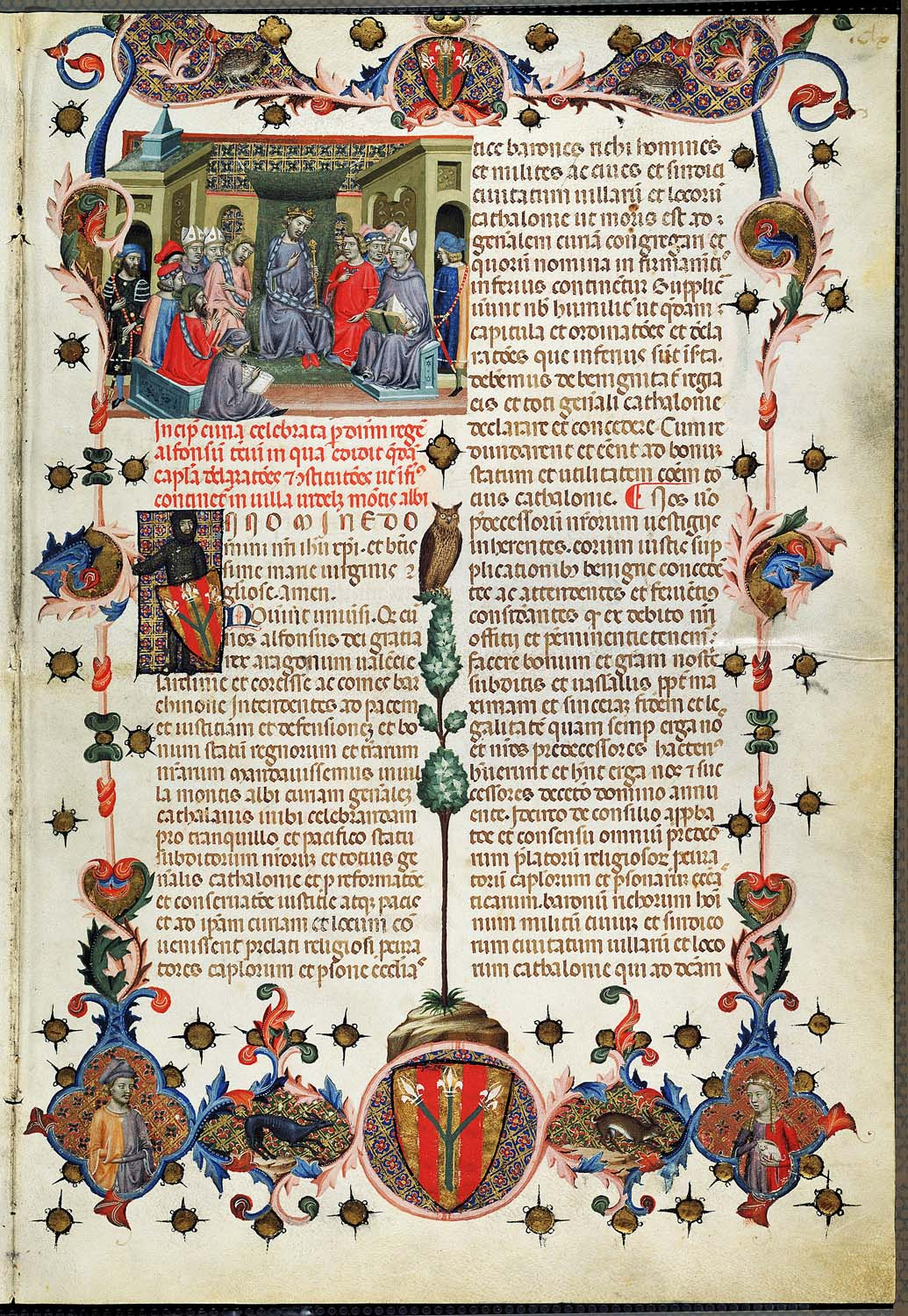
Folio du Llibre dels Usatges.

Le maître de l'Escrivà (en catalan mestre de l'Escrivà) est un maître anonyme enlumineur médiéval, actif en Catalogne au cours de la première moitié du XIVe siècle, et faisant sans doute partie de l'entourage de l'atelier des Bassa. Il travaille à Lleida, en particulier aux œuvres commencées à l'époque de Jacques II d'Aragon, et que sa veuve Elisenda de Montcada continua de financer.

## Œuvres
Un ouvrage au moins lui est attribué avec certitude : le Llibre dels Usatges i Constitucions de Catalunya (v. 1336), aujourd'hui conservé aux archives municipales de Lleida. Il a également pu participer à la réalisation du Decretum Gratiani (1342-1348) commandé par Berenguer de Saportella i Pinós, ainsi qu'au Livre vert de Barcelone, conservé aux archives historiques de la ville de Barcelone. Néanmoins, il n'y a pas de trace écrite de son activité au-delà de 1339. 